# Kodeks 070
Kodeks 070 (Gregory–Aland no. 070), ε 6 (von Soden) – bilingwiczny grecko-koptyjski kodeks uncjalny Nowego Testamentu, paleograficznie datowany na VI wiek. Większa część kodeksu zaginęła. Zachowane partie kodeksu odnajdywane były stopniowo i przechowywane są dziś w 14 kolekcjach, pod 11 symbolami, w pięciu bibliotekach czterech miast Europy. 
Grecki tekst kodeksu pochodzi z kilku tradycji tekstualnych i ma charakter mieszany. W XIX wieku bywał łączony z kodeksem Borgiańskim. Zaklasyfikowany został do III kategorii. Tekst grecki nie zawsze jest zgodny z koptyjskim. Wykorzystywany jest w wydaniach greckiego Nowego Testamentu.

## Opis
Do dziś zachowały się jedynie pewne partie Ewangelii Łukasza i Ewangelii Jana, na 44 pergaminowych kartach (37  na 28 cm). Tekst pisany jest w dwóch kolumnach na stronę, 35 linijkach w kolumnie, wielką, okrągłą uncjałą, daleką od późnej prostokątnej uncjały (dlatego nie może być datowany na później niż VI wiek). Stosuje czarny atrament. Strony są ponumerowane i noszą koptyjskie numery. Przydechy i akcenty są stosowane, ale często w niewłaściwy sposób. Częsty jest błąd itacyzmu. 
Tekst koptyjski reprezentuje dialekt saidzki, litery są pionowe i regularne, cytaty ze Starego Testamentu są oznakowane przez serię znaków na marginesie (>) w kolorze czerwonym, żółtym, lub czarnym. 
Właściwy kodeks 070 ma zaledwie 13 kart i stanowił niegdyś część tego samego rękopisu co kodeksy: 0110 (1 karta), 0124 (22 karty), 0178 (1), 0179 (1), 0180 (1), 0190 (1), 0191 (1), 0193 (1), 0194 (= 0124) i 0202 (2 karty). 

## Zawartość
070 (13 folios) — Łukasz 9,9-17; 10,40-11,6; 12,15-13,32; Jan 5,31-42; 8,33-42; 12,27-36
0110 (1 folio) — Jan 8,13-22
0124 + 0194 (22 folios) — Łukasz 3,19-30; 10,21-30; 11,24-42; 22,54-65; 23,4-24,26; Jan 5,22-31; 8,42-9,39; 11,48-56; 12,46-13,4
0178 (1 folio) — Łukasz 16,4-12
0179 (1 folio) — Łukasz 21,30-22,2
0180 (1 folio) — Jan 7,3-12
0190 (1 folio) — Łukasz 10,30-39
0191 (1 folio) — Łukasz 12,5-14
0193 (1 folio) — Jan 3,23-32
0202 (2 folios) — Łukasz 8,13-19; 8,55-9,9.

## Tekst
Grecki tekst kodeksu przekazuje tekst mieszany. Kurt i Barbara Alandowie zaklasyfikowali go do kategorii III, co oznacza, że nie jest pomocny w pracach nad odtworzeniem oryginalnego tekstu Nowego Testamentu, ale jest on ważny dla poznania historii tekstu Nowego Testamentu. Tekst koptyjski nie zawsze jest identyczny z greckim. 
Tekst koptyjski nie zawiera Pericope adulterae (J 7,53-8,11), tekst grecki ma w tym miejscu lukę. 
W Łukaszu 23,34 brakuje frazy: „A Jezus powiedział: Ojcze przebacz im, bo nie wiedzą co czynią”. Frazy tej nie zawierają również następujące rękopisy: {\displaystyle {\mathfrak {P}}^{75}}, Sinaiticusa, B, D*, W, Θ, 1241, ita, d, syrs, copsa, copbo. 
Niektóre warianty
Łk 12,20 – απαιτουσιν ] αιτουσιν – wespół z kodeksami {\displaystyle {\mathfrak {P}}^{75}}, B, L, Q, 33.
Łk 12,22 – ψυχη ] ψυχη υμων – wespół z kodeksami {\displaystyle {\mathfrak {P}}^{45}}, Ψ, f13, Byz.
Łk 12,31 – ταυτα ] ταυτα παντα – wespół z kodeksami Sinaiticus, A, D, K, N, Γ, Θ, Ψ, f1, f13.
Łk 12,38 – εκεινοι ] οι δουλοι εκεινοι – wespół z kodeksami Α, Q, W, Θ, Ψ, f1, f13.
Łk 12,41 – ειπεν δε ] ειπεν δε αυτω – wespół z kodeksami Sinaiticus, A, Q, W, Θ, Ψ, f1, f13.
J 7,3 – θεωρησουσιν ] θεωρησωσιν – wespół z kodeksami {\displaystyle {\mathfrak {P}}^{66}}, B2, Θ, Ψ, f1, f13.
J 7,3 – σου τα εργα α ] τα εργα σου α – wespół z kodeksami Sinaiticus2, L, W, Ψ, 0105, 0250, f13.

## Historia

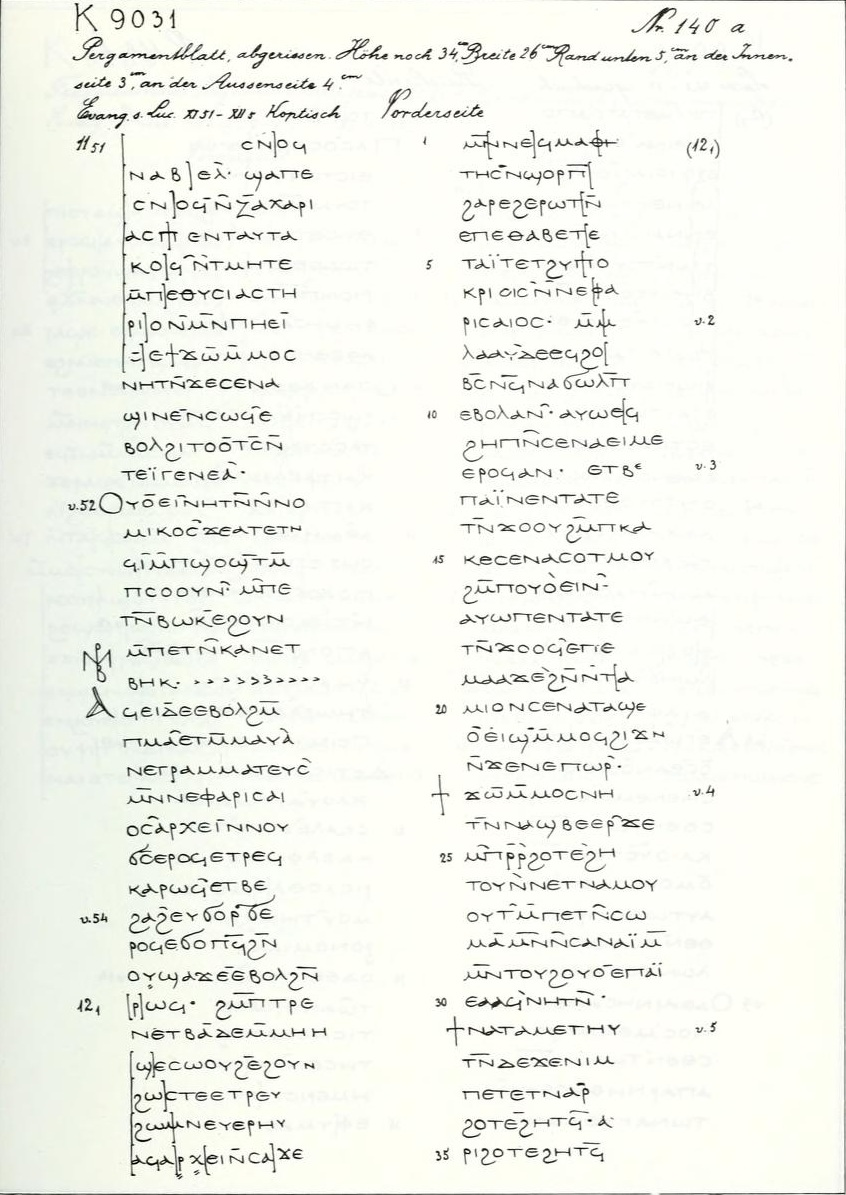
Facsimile z wydania K. Wessely'ego z tekstem Łk 11,51-12,5.

Kodeks sporządzony został przez koptyjskiego skrybę, który nie znał greckiego. Wskazują na to błędy, takie jak βαβουσα zamiast λαβουσα (biorąca) w Łk 13,21, δεκαι zamiast δεκα και (dziesięć i [osiem] – osiemnaście) w 13,16. C.R. Gregory przypuszczał, że rękopis pochodzi z Fajum. 
Dziewięć kart z tekstem Łukasza 12,15-13,32; Jan 8,33-42 należały niegdyś do  Carla Gottfrieda Woide (1725-1790), który otrzymał je z Egiptu (z Achmim). Znane są one jako Fragmentum Woideanum i były dawniej oznaczane symbolem Ta albo Twoi. Woide opublikował ich tekst wraz z Kodeksem Aleksandryjskim. W 1856 Tregelles zasugerował, by karty te oznaczać przy pomocy siglum T, tego samego rękopisu co Codex Borgianus. Argumentował, że nie może być mowy o pomyłce, ponieważ Borgianus zawiera tylko Ewangelię Jana. Borgianus również był rozproszonym rękopisem, a Tregelles opierał się na wydaniach ficsimile. Tischendorf, opisując Fragmentum Woideanum w IX tomie Monumenta sacra inedita (1870), podtrzymał ten punkt widzenia. Bp Lightfoot wykazał, że są to dwie grupy grecko-koptyjskich fragmentów, które nie mogły należeć do tego samego rękopisu. 
Fragment 0124 (ε 78 von Soden) przywieziony został z Białego Klasztoru Schnoudi, na zachodnim brzegu Nilu. Tekst wydał Amélineau. 
Gregory na początku XX wieku Fragmentum Woideanum, dwie karty z BnF oraz dwie karty przechowywane w Luwrze oznakował pod symbolem 070 jako pochodzące z tego samego kodeksu. Inne części kodeksu otrzymały numery 0110 i 0124. Edgar Goodspeed informował Gregory'ego listownie o kodeksie 0110 i Gregory nadał mu numer 0110, sądząc, że jest to inny rękopis. Stopniowo odkrywane były dalsze części kodeksu, wciągane były osobno na listę rękopisów NT i otrzymywały odrębne numery. 
Karl Wessely, austriacki paleograf, opublikował w 1912 roku przechowywane w Austriackiej Bibliotece Narodowej fragmenty kodeksu. Uzyskały one później numery 0178, 0179, 0180, 0190, 0191. G. Horner w 1911 roku skolacjonował koptyjski tekstu fragmentu, który później otrzymał numer 0193 (w jego wydaniu nosi siglum ε). 0194 opublikowany został przez Amélineau jeszcze w 1895 roku. Przez biblistów został zauważony nieco później. Pochodzenie fragmentów przechowywanych w Wiedniu jest nieznane, nie wiadomo w jaki sposób przywiezione zostały do Wiednia. 
Ernst von Dobschütz wciągnął na listę rękopisów następujące numery: 0178, 0179, 0180, 0190, 0191, 0193, 0194 i 0202. Później okazało się, że należały do tego samego rękopisu co 070. W chwili obecnej rozmaite części kodeksu są oznakowane pod jedenastoma siglami na liście Gregory–Aland. W 2007 roku U.B. Schmid, D.C. Parker oraz W.J. Elliott wydali grecki tekst kodeksu w Ewangelii Jana. Wykorzystano wszystkie dostępne fragmenty. W 2008 roku Stanley E. Porter oraz Wendy J. Porter opublikowali grecki tekst fragmentów kodeksu przechowywanych w Austriackiej Bibliotece Narodowej. 

## Miejsca przechowywania
Kodeks podzielony został na 14 części, oznakowanych pod 11 symbolami i przechowywany jest dziś w 5 bibliotekach, czterech miast: 
- Fragmentum Woideanum, część 070, przechowywane jest w Clarendon Press, b. 2 Oksford – 9 kart z napisem "Coptic and Sahidic Manuscripts from Cairo"
- inna część 070 przechowywana jest w Bibliothèque nationale de France, Copt. 132,2 Paryż – 2 karty
- pozostała część 070 przechowywana jest w Luwrze MSE 10014, 10092k – 2 karty
- 0110 przechowywany jest w British Library, Add. 34274, 1 f., Londyn
- 0194 (=0124) i 0202 przechowywane są w British Library, Or. 3579 B [29], fol. 46, 47, 2 ff.
- 0124 przechowywany jest w Bibliothèque nationale de France, Copt. 129,7 Paryż – 22 karty
- 0178 przechowywany jest w Österreichische Nationalbibliothek (Pap. K. 2699), Wiedeń
- 0179 przechowywany jest w ÖNB (Pap. K. 2700)
- 0180 przechowywany jest w ÖNB (Pap. K. 15)
- 0190 przechowywany jest w ÖNB (Pap. K. 9007)
- 0191 przechowywany jest w ÖNB (Pap. K. 9031)
- 0193 przechowywany jest w BnF (Copt. 132,2, fol. 92)[2][3].